# Aleiodes moldavicus
Aleiodes moldavicus är en stekelart som beskrevs av Vladimir Ivanovich Tobias 1986. Aleiodes moldavicus ingår i släktet Aleiodes och familjen bracksteklar. Inga underarter finns listade i Catalogue of Life.